# Mouvement d'action et de recherche critique
 (juillet 2017).

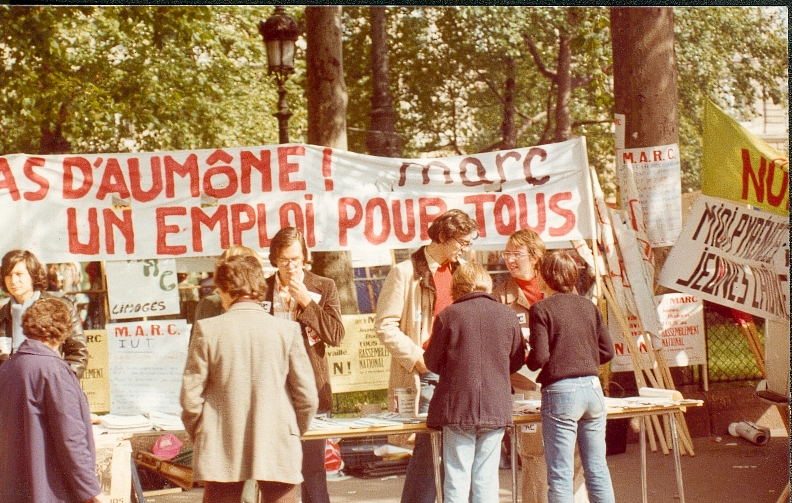
Paris, 1974, manifestation du 1er mai

Le Mouvement d'action et de recherche critique (MARC) est un mouvement étudiant français, se référant aux théories autogestionnaires et issus de groupes formés après le mouvement de mai 1968.

## Une organisation plongeant ses racines dans le mouvement étudiant de 1968
En décembre 1968, des militants étudiants engagés dans le mouvement étudiant français créent plusieurs groupes locaux comme BASE ou MARC 200. Ils fusionnent en 1970 au sein du MARC (mouvement d'action et de recherche critique). Le mouvement est actif dans plusieurs universités, où les délégations au congrès de l'UNEF de décembre 1968 ont déclaré leur mécontentement, comme Nanterre et Grenoble. Il s'implante aussi à Nantes et Sciences Po (Paris), où François Hollande retrouve Jean-Maurice Ripert, comme lui ancien élève du lycée Pasteur, dirige le cercle Union des Étudiants Communistes et le choisit comme tête de liste de l'UNEF Renouveau  créée au début 1971 comme une scission de l'UNEF, la direction de celle-ci démissionnant en bloc en janvier 1971, avec ensuite deux congrès, l'un créant le 21-23 février 1971 l'UNEF US et l’autre à Paris par l’UNEF-RE (5-7 mars 1971). Le MARC (Mouvement d'action et de recherche critique, a alors « décidé de garder une prudente réserve », selon Le Monde de même que les militants socialistes.
L'idée de ces comités est de se rapprocher des syndicats de salariés, en particulier de la CFDT, qui a soutenu l'UNEF et les étudiants de Mai 68 lors du meeting de Charléty avec Pierre Mendès-France et qui continue à la soutenir.
Ces groupes locaux, comme  BASE ou MARC 200, fusionnent en 1970 au sein du MARC (mouvement d'action et de recherche critique). Le mouvement est actif dans plusieurs universités (Nanterre, Sciences po à Paris, Nantes, Grenoble).
Le MARC bénéficie d'un soutien de la Confédération française démocratique du travail (CFDT) et s'affirme en faveur d'un socialisme autogestionnaire. Il revendique le droit à une « éducation permanente et critique » et réclame un « salaire étudiant ». Il participe aux élections étudiantes (CROUS, CNESER, conseils universitaires, MNEF). La période se caractérise, en ce qui concerne les organisations étudiantes, par un éparpillement et des affrontements verbaux fréquents.
Le MARC publie MARC Nouvelle et Situation. Il est particulièrement actif pendant les manifestations étudiantes de 1973 (réformes du premier cycle étudiant et du service militaire). Plusieurs responsables du MARC participent en octobre 1974 aux Assises du socialisme, qui sont le prélude à l'adhésion de plusieurs responsables syndicaux ou de dirigeants du PSU au Parti socialiste.

## La fondation du Mouvement d'action syndicale
En 1975, les dirigeants du MARC lancent le journal Luttes étudiantes et s'engagent dans la création d'un syndicat étudiant plus large. Le MARC se dissout en 1976, lors de la création du MAS (mouvement d'action syndicale). Cette formation rejoint ensuite l'Union nationale des étudiants de France - unité syndicale pour former avec elle l'Union nationale des étudiants de France - Indépendante et démocratique.
Parmi les dirigeants du MARC figurent : Yves Colmou, Jacques Dughera, Michel Garicoïx, Antoine Harleaux, Bernard Lesterlin, Paul Platon, Jacques Salvator, Benoît Willot.